# Club Atlético Provincial
Il Club Atlético Provincial è una società polisportiva argentina con sede nella città di Rosario, nella provincia di Santa Fe. Fu fondata il 25 maggio 1903 ed è impegnata in molteplici discipline, come atletica, ginnastica, pallacanestro, pallavolo, pallanuoto, calcio, wrestling, arti marziali, yoga, tennis, nuoto, hockey sul prato e rugby. In particolare la squadra di pallanuoto milita nella massima divisione del campionato argentino, la Liga de Honor. Tra le più grandi polisportive dell'Argentina, conta oltre 3000 iscritti e dispone di quattro impianti dediti alle attività sportive sparsi per la città.

## Storia
Il Club Atlético Provincial viene fondato il 25 maggio 1903. Inizialmente era presente unicamente una sezione calcistica. Successivamente vengono aggiunte la sezione di atletica nel 1910, quella di tennis nel 1920, quella di pallacanestro nel 1923 e molte altre in seguito.

## Sezione pallanuotistica
La sezione pallanuotistica ha due squadre, una che milita nella massima categoria, la Liga de Honor, mentre l'altra, il Provincial B,  che è inserita nel girone denominato Zona Norte della Liga A, seconda divisione argentina.